# GUNDAM創戰者登場原創模型列表
本列表為日本動畫《GUNDAM創戰者》、《GUNDAM創戰者TRY》與外傳的登場原創模型。

## 第一季

### 主角專用模型
GAT-X105B 創建突擊高達（Build Strike Gundam）

由伊織誠親手製作完成的鋼彈模型，是以在《機動戰士GUNDAM SEED》當中登場的「攻擊GUNDAM」來做為改造的原型。
機體的動作相當靈活，善於展開快速攻擊。其壓倒性的機動性只有嶺司才跟上它的反應速度，背後依舊保有「攻擊者背包系統」的插槽。
雖然整體性能時分的優越，但是在武器裝備方面尚未完成，仍有發展的空間，是一台將要持續強化的鋼彈模型。
GAT-X105B/FP 創建突擊高達全裝備型（Build Strike Gundam Full Package）
是製作攻擊鋼彈的升級版本。
參考了EW454F Ootori 鳳型背包而開發的「製作推進器」而配備全裝備型，全裝備型令輸出提高160％以上，可單獨分離操作為戰鬥機使用。在第六話時和驚異薩克進行決鬥後兩敗俱傷，嚴重受損，之後重新修復並升級成GAT-X105B/ST 星際製作攻擊鋼彈。
GAT-X105B/ST 星創突擊高達（Star Build Strike Gundam）
由伊織誠改造遭到重創的「製作攻擊鋼彈全裝備型」後，鋼普拉世界大賽用的鋼普拉。
內置劫能系統、釋能系統、RG系統（Radial General-Purpose System），分別用於吸收光束（帕拉夫斯基粒子）、粒子吸收後充分釋放用於加速和攻擊、機體性能全面強化（讓機體的輸出功率得到幾何等級的提升）。
其武裝「星際光束步槍」可與釋能系統同步以發出由劫能系統吸收回來的雷射，而「劫能護盾」則能劫能系統同步以吸收雷射。
在發動RG系統的狀態下，能使用必殺技「製作鐵拳」。
GAT-X105B/CM 宇宙型創建突擊高達（Build Strike Gundam Cosmos）
伊織誠在第八屆鋼彈模型世界大賽中使用的鋼普拉，是GAT-X105B/ST 星際製作攻擊鋼彈的變造版本。
GAT-X105B/GC 銀河宇宙型創建突擊高達（Build Strike Galaxy Cosmos）
以宇宙型製作攻擊鋼彈再度升級的版本，和歷代機型最大的差異在於除了背包整體換成新的以外，連本體也經過了大幅的改裝。
RX-178B 製作鋼彈MK-II（Build Gundam Mk-II）

以《機動戰士Z GUNDAM》中登場的「鋼彈MK-II」為基礎、伊織誠假設泰坦斯推出改良版MK-II四號機的原創版本，參考蓋布蘭及G防衛者設計而成。在製作攻擊鋼彈全裝備型嚴重受損之際作為備用機登場的高達模型，此後在世界大賽時也經常以星際製作攻擊鋼彈於維修期間的備用機的角色活躍，但隨著伊織誠操作技術的進步，本機也逐漸從備用機的角色轉變為誠個人的專用機（誠曾經自豪地說出「我的可是不一樣的」）。
背部配備了「製作推進器Mk-II」，可單獨分離操作為戰鬥機使用。不但將光束步槍直接跟「製作推進器Mk-II」的發電機作連結來強化攻擊力，還加入了包含機體開發系譜在內的許多獨創設定。

### 日本國內Fighter專用模型
MS-06R-AB 驚異薩克（Zaku Amazing）

外號「赤彗星」、現任聖鳳學園學生會長兼模型部會長的結城達也所製作的鋼普拉，是以在「MSV（Mobile Suit Variation）」當中登場的「高機動型薩克Ⅱ」為基礎。
強化裝甲並在全身追加實彈武裝（有可能是顧慮到世界觀而不採用光束兵器），武裝的遠近平衡掌握得非常好，可以應付各種戰場環境，據說有部分零件是取自戰車模型的套件。
其模型製作技巧和機體操縱技術都十分高超，可說是無懈可擊。
各部分改造零件可分離合體為戰鬥機使用的「驚異推進器」。
在動畫第六集中與製作攻擊鋼彈全裝備型的對決裡慘勝收場，但也因此嚴重毀損，但有重新修復，於第二季第25集中再次登場。
KUMA-03 熊亞凱III（Beargguy III）
高坂千奈首次製作的鋼普拉，使用《模型戰士高達模型大師BEGINNING G》登場的「熊亞凱」，加上「將可愛的布偶娃娃變成機器人」的獨自設定而成的作品，因此有著內藏大量填充棉花的特異設計（能把機體的實體攻擊反彈或以棉花拘束機體）。
雖然是高坂千奈首次製作的模型，但是身為美術部員之一，其塗裝可說是非常漂亮，III的讀法為san（即日文中「先生」或「小姐」的意思），全名的原意為「熊亞凱先生」。
YMS-15SS 火神強人（Gyan Vulcan）
佐崎進在參加鋼彈祭的作品，強化「強人」的後繼機體。肩部裝有裝甲，擁有兩面攻守兼備的盾牌，背部裝有可以合體分離的支援機體。
MS-07R-35 老虎R35（Gouf R35）
拉爾的作品，根據《機動戰士GUNDAM》中登場的「老虎」改造。由拉爾以專業的模型技術打造，完成度甚高的鋼普拉，背部和腳部大幅改裝，有著高機動性發揮，是可以真正展現藍色巨星實力的機體。

### 第七屆高達模型對戰大賽參賽模型
GX-9999 魔王X鋼彈（Gundam X Maoh）
以《機動新世紀GUNDAM X》中登場的「GUNDAM X」為藍本，在全身追加反射推進器的鋼普拉。主要武裝是衛星加農砲強化型的「超級衛星加農砲」，以壓倒性的破壞力見稱，其可怕的攻擊力正如「魔王」的威名。另有一說認為機體名稱是取自製作者真生（マオ，Mao）名字的諧音。
XM-X9999 魔王海盜鋼彈（Crossbone Gundam Maoh）
以《機動戰士海盜GUNDAM》中登場的「海盜GUNDAM X1」為基礎進行改造的高達模型。
魔王X鋼彈被GUNDAMF91幻象破坏后，矢坂真生在珍庵师父和美崎的帮助下重新制作的模型。此机继承了魔王X鋼彈的各种机能，卫星加农炮被安装在胸部的大型骷髅头中。
XXXG-01WF 鳳凰飛翼鋼彈（Wing Gundam Fenice）
以《新機動戰記GUNDAM W》中登場的「飛翼GUNDAM」，拿來作了極具特色的左右非對稱型改造的高達模型，也因此沒辦法變形成飛鳥形態。此外，頭部右側的天線以及翼狀的耳蓋保留了受損的痕跡。起名「鳳凰」是因為費里尼從小就不斷修改他的破舊飛翼GUNDAM，如鳳凰不斷重生。
XXXG-01WFr 重生鳳凰鋼彈（Gundam Fenice Rinascita）
鳳凰飞翼GUNDAM被蝶影丘貝雷破坏后，费里尼花费数天改装的模型。机体不再使用先前的不对称造型，因此可以变形。
侍ノ弐 戰國異端頑駄無／戰國異端GUNDAM（Sengoku Astray Gundam）
以《機動戰士GUNDAM SEED ASTRAY》中登場的「異端鋼彈紅色機」進行改造的高達模型。
身為製作者的尼爾斯・尼爾森精通日本武術，該機的造型和風格也是從此孕育而生。
主要武器為菊一文字和虎徹等武士刀（日本刀），因為刀上塗有粒子變相塗層，能夠根據刀鋒的指向來改變粒子帶，所以只要迎合敵機光束兵器的粒子帶，就能斬斷敵機的光束。機體備有特殊機能粒子發勁（取材自中國氣功<發勁>），能在零距離接觸下發出普拉夫斯基粒子形成的衝擊波，從內部破壞敵機。
NMX-004 蝶影丘貝雷（Qubeley Papillon）
以《機動戰士Z GUNDAM》中登場的「丘貝雷」改造的鋼普拉。
主要武器為長槍，和原機體一樣裝備遠距離誘導兵器，可同時和複數機體戰鬥，擁有壓倒性的實力。由於其裝備了透明浮游砲，因此與其對戰的對手往往都是還未查覺浮游砲的位置就遭到擊墜，導致此機一直到與鳳凰飛翼鋼彈戰鬥之前都保持著零損傷的紀錄。
AC-01 淑女沙薩比（Miss Sazabi）
以《機動戰士GUNDAM 馬沙之反擊》中登場的「沙薩比」加以改造的高達模型。
脱离“复仇女神”队的艾拉，在高坂千奈和结城达也的帮助下制作的模型。与红色的原型机相比，此机采用了灰色基调，体型如女性般细瘦，機動性高，是一部接近戰的機體。
BANDAI于2014年3月发售的1/144 HG沙薩比小姐。
PPMS-18E 驚異肯普法（Kampfer Amazing）

以《機動戰士GUNDAM 0080：口袋裡的戰爭》中登場的「肯普法」加以改造的鋼彈模型。由大賽主辦單位PPSE旗下的研究班傾力製成的工程模型。背部和足部能裝上收納各種武器的套件夾。
PPGN-001 驚異能天使鋼彈（Gundam Amazing Exia）
以《機動戰士GUNDAM00》中登場的「能天使GUNDAM」加以改造的高達模型，是以PPSE所持有的素體A5經過加工而成。
在24話被星際製作攻擊鋼彈大破後，以能天使鋼彈R1的斗蓬覆蓋損壞的左肩（R1是覆蓋斷臂），身上多塊裝甲也毀損了。此型態仍可使用「Trans-AM」。
於25話首次，也是最後一次登場。於最後跟修復後的星創攻擊鋼彈進行戰鬥（此時使用的是驚異肯普法的右手，左腳裝甲以及光束歩槍）。
PPGN-001 闇物質能天使鋼彈（Gundam Exia Dark Matter）
以「驚異能天使鋼彈」增加臉部追加裝甲及外觀變造的鋼普拉，同時也機體原本的藍白色更改至黑紅色，由於塗裝將機體完全包覆起來，因此從外觀上判斷像是不同機體，在24話被星際製作攻擊鋼彈破壞後，塗裝完全剝落，露出內部的「驚異能天使鋼彈」。
ZM-D11GRB 亞比戈拜因（Abigorbine）
以《機動戰士V GUNDAM》中登場的「亞畢戈」為基礎並加入原創設定加以改造的鋼普拉，相比于其他鋼彈的同等規模約大，動力強勁，變形後的外型上酷似獨角仙。
RGM-79K9 吉姆狙擊型K9（GM Sniper K9）
以《機動戰士高達0080：口袋中的戰爭》中登場的「吉姆狙擊型II」為基礎進行改造的鋼普拉。機體可以使用對Newtype專用的EXAM SYSTEM。
TMF/T 巴庫坦克（BuCUE Tank）
以《機動戰士GUNDAM SEED》中登場的「巴庫」為基礎進行改造的比賽用鋼普拉。在世界錦標賽第七階段中登場。裝備履帶，無懼崎嶇地形，機動性一流；此外裝備了飛彈，以及連接多重關節機械臂的鐳射炮兼鐳射劍，武裝方面亦相當齊全。

### 其他人物專用模型
MSN-02MR 水戰地獄吉翁克（Hell Zeong Marine）
以《機動戰士高達》中登場的「吉翁克」為基礎進行改造的水底用鋼普拉。
爲鋼普拉黑手黨「C」使用。在機身底部，裝有三條爪臂並內置米加粒子炮。熱能棒和爪臂可把敵人拉進水下作戰，以此抓住敵人。
MSN-02GA 銀河地獄吉翁克（Hell Zeong Galaxy）
以《機動戰士高達》中登場的「吉翁克」為基礎進行改造的宇宙用鋼普拉。
爲鋼普拉黑手黨「C」使用。和地獄吉翁克水兵型大同小異，專門從事宇宙戰。在機身底部，裝有兩條爪臂並內置米加粒子炮，兩條爪臂也可以抓住敵人。腿的爪臂前端可以通過單獨的有線控制。由于手臂也持相同的功能，所以手腳能進行全方位攻擊。

## 第二季

### 主角專用模型
BG-011B 製作燃燒鋼彈（Build Burning Gundam）
神木世海所使用的高達模型，其機體為《機動武鬥傳G高達》當中登場的來做為改造的原型。
由伊織政於第11次世界大會時使用的機體星際燃燒鋼彈再加以改造，並以「大魔」的外觀當作偽裝、放置於第7次世界大會冠軍獎杯的底座之中。作品完成度之高，就連作爲鋼彈模型對戰新手的世界都可以操作自如，適應性極高，因此世界使用本機可以施展其所學的次元霸王流拳法。
以徒手近距離格鬥為念頭而設計，且沒有裝備任何手持或內藏火器的機體，缺乏長、中距離的攻擊手段，但肉搏戰能力極強。
是本作中唯一沒有任何武裝配備的機體。
TBG-011B TRY燃燒鋼彈（Try Burning Gundam）
製作燃燒鋼彈的修改機，對整體結構做了額外的補強，因世界的武術在劇情中不斷進化，加上為了儲存並負荷大量的帕拉夫斯基粒子，因此佑馬強化了該機體的裝甲與骨架，並追加了RG核心單元的粒子儲備槽，以及搭載增幅粒子量極大化而使機體瞬間強化的「燃燒爆發模式」（Burning Burst），其威力甚至媲美Trans-AM系統，世界與本機五感同化，性能得到飛躍性的提升，該機體放出的帕拉夫斯基粒子能凝聚成武器並實體化，其威力甚至摧毀了一顆月球，決賽時曾使用一把將帕拉夫斯基粒子實體化後的烈焰大劍，該武器的恐怖威力造成殖民地的地下礦場半毀狀態。
KBG-011B 神木燃燒鋼彈（Kamiki Burning Gundam）
神木世海修行期間製作的鋼普拉，在木島西亞指導下完成。以TRY燃燒鋼彈作參考而製作的，機體呈日本武士風格，持有一把武士刀，擅長格鬥戰。完成度相當高。
在「島上熱戰」篇時，首次搭載遠距離攻擊模式，追加了以帕拉夫斯基粒子幻化而成的火焰劍翼做為遠距離攻擊手段，另外左肩鑲有「神」字的水晶體上搭載了廣域光束砲做為超遠距離攻擊手段。
LGZ-91 電光鋼彈（Lightning Gundam）
高坂祐馬根據《機動戰士GUNDAM 馬沙之反擊》中登場的「靈格斯」為基礎，而制作出的鋼彈模型。背部武器系統經過獨自改造而進化。善于長距離射擊。
RGZ-91Fb 電光鋼彈FB/ 電光鋼彈全方位推進型（Lightning Gundam Full-Burnern）
高坂佑馬在與名人對戰時得到的經驗，將電光鋼彈改造。裝備了新的背包「L.B.W.S.Mk-II」，不只大幅度增強了速度與機動性，還同時擁有了以可變機而言極為強大的火力輸出。
LSZ-006 電光Z鋼彈（Lightning Zeta Gundam）
高坂佑馬參加名人杯制作家大賽而制作的參賽作品，以《機動戰士Z GUNDAM》中登場的「ZGUNDAM」爲原型制作的模型。
RGM-237C 重裝高出力型吉姆（Powerd GM Cardigan）
根據《機動戰士GUNDAM 0083：Stardust Memory》中登場的「吉姆強化型」為基礎，特點是按照外傳「雷霆戰記」機械臂背包設計，大幅加强武装及防禦力。
SD-237 致勝鋼彈（Winning Gundam）
星野文奈從阪井湊與神木世海，以荒鬼頑馱無及號斗丸對戰後得到啟發，全新制作的原創SD鋼彈模型，以用于參加全日本敢達模型對戰錦標賽初中部組別。繼承SD鋼彈模型中，強調連動互換的特色，除了本體可進行變形為MA，也可把頭部與軀幹分離，成為「核心戰機」，軀幹裝上燃燒鋼彈右手成為「致勝鐵拳（Winning Knuckle）」、雙腳、背包強化電光鋼彈狙擊步鎗成為「致勝砲（Winning Launcher）」。
SD-237S 星際致勝鋼彈（Star Winning Gundam）
致勝鋼彈的改良型，文奈與川口小姐、以致勝鋼彈與魔龍劍士Zero對戰失敗後，經川口小姐提醒，以解決致勝鋼彈過份側重支援隊友、缺乏獨立作戰能力的缺點而進行改造。
除了強化光束機關鎗成為銃劍，彌補致勝鋼彈缺乏格鬥能力的弱點。本機最大改良地方，乃基於「SD與真實系」結合的構想，可以變形爲真實形態（即RG系敢達模型），變形後可以從額上天線射出必殺技“致勝光束”。
至於真實型態時延長四肢的部件，在SD型態中便成為四門浮游炮，總稱「星際飛翅炮（Star Fin Funnel）」，包括內藏強力大型光束炮的雙腿部件「Gun Bit」、迴旋鏢「Star Cross」收納時，可展開光束防禦盾的雙腕部件「Grand Bit」。自機的戰鬥力提升，也可以給隊友進行支援， 以達至攻守兼備。此外，與星際製作攻擊鋼彈相同，四門星際飛翅炮列陣成正方型，便可發動「帕拉夫斯機能量閘（Plavsky Energy Gate）」，強化包括隊友在內的粒子武器攻擊，包括光束炮及拳法。
KUMA-F 熊霸F（Beargguy Family）
神木未來參與「模特兒鋼普拉大賽」的模型。在高阪佑馬指導製作下，本體為改塗為純白色的熊霸II。後來佑馬送贈自製迷你鋼普拉「小熊霸」為「兒子」，成為「熊霸F」。
KUMA-P 熊霸P（Beargguy Pretty）
神木未來於「島上熱戰」中操作的模型。同樣出自高坂祐馬之手。
MS-09R-35 大魔R35（Dom R35）

### 「北宋之壺」隊專用模型
AMX-104GG R吉昂（R-GYAGYA）
佐崎薰子的鋼普拉。以《機動戰士GUNDAM ZZ》中登場的「R・查查」為基礎，在機體的基礎上繼承「強人」的設計思想，更接近「強人」的設計而改造。

### 「SRSC」隊專用模型
RX-79[G]Ez-SR1 鋼彈Ez-SR 侵入者（Gundam Ez-SR Intruder）
由《機動戰士GUNDAM第08MS小隊》中登場的「鋼彈Ez-8」改造而來，隸屬成練高專科學部。頭部類似于高達的頭部，雙腕上裝載的電磁拳套，可輕松産生強電流癱瘓甚至擊毀敵機。由于該機主要用于中近距離作戰，所以光束步槍的槍管被刻意縮短，有利于作戰。
RX-79[G]Ez-SR2 鋼彈Ez-SR 殲滅者（Gundam Ez-SR Eliminator）
由《機動戰士GUNDAM第08MS小隊》中登場的「鋼彈Ez-8」改造而來，隸屬成練高專科學部。頭部類似于吉姆的頭部，背部裝載加裝的大型機槍與連發式火箭發射器。由與射擊的需要，本機的左膝進行了強化，可完成單膝下跪式射擊以提高精度。本機爲遠距離支援型機體，還配備有光學迷彩布來進行僞裝。
RX-79[G]Ez-SR3 鋼彈Ez-SR 幻影幽靈（Gundam Ez-SR Shadow Phantom）
由《機動戰士GUNDAM第08MS小隊》中登場的「鋼彈Ez-8」改造而來，隸屬成練高專科學部。頭部類似于阻擊型吉姆的頭部，背部裝載大型雷達，可進行電子對抗戰。本機肩部搭載了三聯裝飛彈發射器，手持標准型光束步槍，盾牌亦加裝了小型光束炮。

### 「G-Master」隊專用模型
MSN-001M 百萬式（Mega-Shiki）
高達模型心形流的阪井凑所製作的高達模型。以《機動戰士Z GUNDAM》中、作為百式原型方案的可變形機體「Delta Gundam」為基礎。機體改以紫色塗裝。背包以《機動戰士GUNDAM ZZ》登場MA「巨型期士」為藍本改造而成，除繼續作為重砲台及機體載具的原有功能，更新增變成手提炮台、變形時機首等多種作用。
G-P.A.R.T.S DELTA G轟炸機（G-Bomber）
須賀明的鋼普拉，以在《機動戰士GUNDAM》中登場的G裝甲戰機改造所成。如同其名所示，它不僅在G裝甲戰機（G-Armor）的基礎上追加飛彈匣，使其新增了作為轟炸機的機能，更搭載了各式原機體所沒有的兵器與機構，如在機腹內追加MS手臂，成為了超越支援機角色的萬能機。 可以使用拳法。
斑豹達文西高達（Gundam Leopard da Vinci）
須賀明于名人杯亂戰中使用的新鋼普拉。由《機動新世紀GUNDAM X》中登場的「斑豹高達」為基礎的改造機。機體右肩裝備導彈發射器，右手持有光束步槍，背包左側裝備大型光束加農炮。

### 「天人領域」隊專用模型
GN-9999 瞬息高達（Transient Gundam）
高達模型學園的木島威弗里德使用的鋼普拉。是《機動戰士GUNDAM 00》中登場的太陽爐搭載機系譜中的機體，背後裝有太陽爐，武器是GN長戟。
搭載有特殊機能「瞬息爆發」，發動時機體會變成藍色，並且大幅提高速度及威力。
RX-END 終結高達（Gundam The End）
高達模型學園的阿藤佐賀使用的鋼普拉。搭載了許多威力強大的獠牙，在攻擊方面可說是毫無死角。在覆蓋住主體的斗篷內還備有各式機構。
於最終決賽裡由於高坂佑馬的特攻戰術，和電光鋼彈全方位推進型同歸於盡。
GNW-100P 異兆高達（G-Portent/Gundam Portent）
高達模型學園的木島西亞的鋼普拉。具有《機動戰士GUNDAM 00》中「GNW-100A Sakibure」意匠的原創機，完成度極高，完全不遜色于隊中其他兩機。特點是內藏臀甲裡、由木島西亞同時手動操作、出自《機動戰士GUNDAM 00》天人的微型修理機器人「Karel」。因為內藏膠水補土，能夠在戰場上為自己及隊友進行應急修理。

### 「White Wolf」隊專用模型
MS-06R-WW-1 月狼薩克（Zaku Mánagarmr）
以《機動戰士鋼彈MSV》中登場的「松永真（白狼）專用高機動型薩克Ⅱ」為基礎，進而改造所成的格鬥戰用鋼彈模型。最大特徵是參考「德茲爾專用薩克」在機體加上金色細部、以及光束步鎗外觀酷似德茲爾·薩比於「所羅門戰爭」中使用的同款自動步鎗（德茲爾死前執拗地向高達以此步鎗射擊。甚至連阿寶也為多茲爾惡鬼般的執念而戰慄。）
MS-06R-WW-2 巨豪薩克（Zaku Alvaldi）
以《機動戰士鋼彈MSV》中登場的高機動型薩克Ⅱ為基礎，搭配大型增裝燃料槽、手持兩枚薩古右肩護盾所成的重裝甲型機體。
MS-06R-WW-3 海魔薩克（Zaku Kraken）
以《機動戰士鋼彈MSV》中登場的高機動型薩克Ⅱ為基礎，搭載大量腦波傳導式兵器所成的精神感應兵器型機體。大量增加浮游系武器，包括兩肩盾上的浮游炮、類似吉翁號、精神感應型薩克的雙腕，可從指尖射出光束；雙腿及腳掌也改裝為大型推進器。

### 「SD-R」隊專用模型
SDG-R1 重擊霸高達（Snibal Gundam）
統立學園的志木三兄弟，志木徹使用原創的SD高達。隊伍內的三機共同規格，可與另兩台SD高達合體。
SDG-R2 龍拉格高達（Dragonagel Gundam）
統立學園的志木三兄弟，志木信使用原創的SD高達。擁有搭載強大的粒子吸收系統的。隊伍內的三機共同規格，可與另兩台SD高達合體。
SDG-R3 基拿加農高達（Giracanon Gundam）
統立學園的志木三兄弟，志木和使用原創的SD高達。隊伍內的三機共同規格，可與另兩台SD高達合體。
重擊霸·龍·基拿（Snibal-Drago-Gira）
統立學園志木三兄弟的三臺SD高達合體而成的巨大三頭龍機體。針對私立高達模型學園而設計的王牌，但合體前需要吸收大量的帕拉夫斯基粒子，所以三臺SD高達都必須安裝粒子吸收系統。
最終話的混戰戰鬥是以金色塗裝的本機登場。

### 「Build Busters」隊專用模型
高達TRYON 3（Gundam Tryon 3）
阪井湊獲得選手權後，改造《機動戰士GUNDAM ZZ》登場的「ZZ鋼彈」而成的機體。參考藍本為集換式卡牌街機遊戲（Trading Card Arcade Game，簡稱TCAG）「GUNDAM TRYAGE」中出現咭片、最早將ZZ鋼彈融入超級系風格的「Gundam Try Zeta」，再以阪井湊個人趣味改修而成。
與原型機「Gundam Try Zeta」同樣，可進行三體分離、變形。以“Let's Try On”的吼聲令三台動物型機械合體成人形。不同之處在於合體方法及以動物命名三體機器獸。　
擁有武裝飛拳、獅虎眩光、灼熱之翼、交錯回力鏢、超米加炮、雙重轟炮、猛禽碎裂、超級米諾夫斯基超咆劍三連斬等等的招式。

### 「泰坦」隊專用模型
NK-13J 斷絕高達（Denial Gundam）
神木世海的次元霸王流的同門高手井濑純也使用的格鬥戰特化鋼普拉。機體本體不是他所制作，但由他自身改造爲現在的模樣。

### 其他人物專用模型
PF-78-3A 驚異紅戰士鋼彈（Gundam Amazing Red Warrior）
第三代川口名人（結城達也）制作、以單行本作品模型狂四郎登場機體「Red Warrior」為藍本改造而成，同時是向使用「完美高達」的伊織毅致敬（Red Warrior即完美高達III）；未增重而僅大幅強化了推力，保留原有肩部噴口模塊可動功能；武器種類多樣且裏面多有可組合的，根據戰況選擇使用既可對應各種局面亦不致有過重之虞。
超卓紅武者（Kurenai Musha Amazing）
最終話中川口小姐駕駛的機體，偏向格鬥型的機體。
超級文奈（Super Fumina）
阪井湊為了在名人杯打敗高坂友馬而精心設計的作品，實際上是星野文奈穿上高出力型吉姆的裝甲的樣子的人型模型，自稱仿真度（與文奈本人相比）近乎完美。
完成度很高，但因為不太像高達模型的緣故，加上在未取得文奈同意下侵犯肖像權，結果沒法取得冠軍。後來因不滿川口名人（結城達也）的判決而吵鬧，在兩位川口名人的建議下用對戰決勝負，之後因為神木世界的介入下發生亂戰。

## 外傳
Hi-ν高達伐利普（Hi-ν Gundam Vrabe）
漫畫《GUNDAM創戰者A》中登場，結城達也制作的模型，完成度很高，以Hi-ν高達為藍本，雖然機身是藍白色，但對戰時能散發紅色的粒子，使機體化身成紅色機，此為結城達也的外號「赤色彗星」之由來。